# عملية إيرما
عملية إيرما هي الاسم المطبق على سلسلة من عمليات النقل الجوي للمدنيين المصابين من البوسنة والهرسك أثناء حصار سراييفو. بدأت عمليات النقل الجوي بعد إصابة الطفلة إيرما حاجي مرادوفيتش البالغة من العمر خمس سنوات والتي جذبت اهتمام وسائل الإعلام الدولية. أفيد أن البرنامج قد أخلى مئات من سكان سراييفو خلال النصف الثاني من عام 1993 لكنه أثار جدلا كبيرا فيما يتعلق بحجمه ومعايير اختيار الأشخاص الذين تم إجلاؤهم ودوافع حكومات أوروبا الغربية والصحافة التي ألهمته.

## إصابة إيرما حاجي مرادوفيتش بجروح

### حصار سراييفو

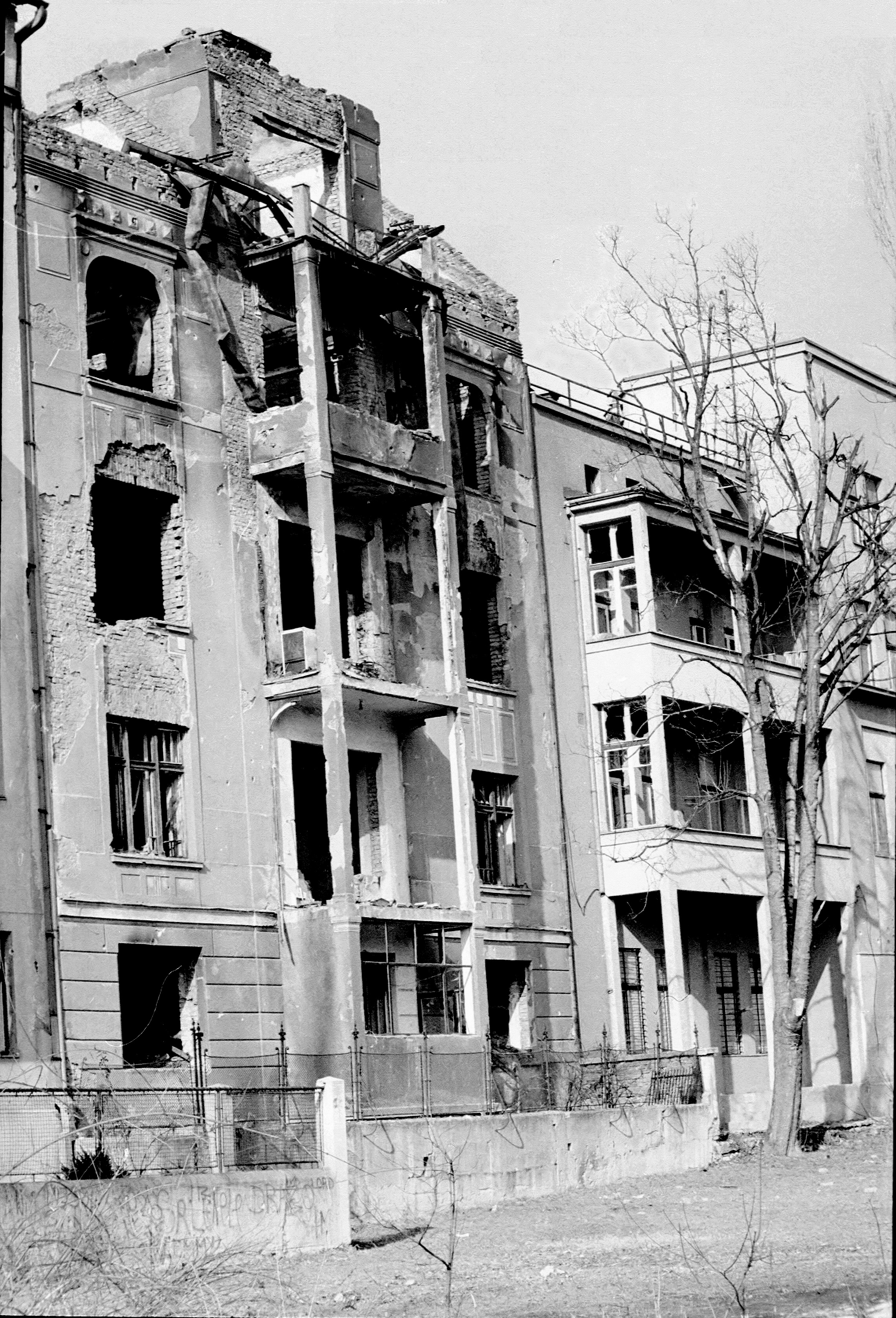
مباني تعرضت للقصف في سراييفو.

اندلعت حرب البوسنة والهرسك في مارس 1992 عقب إعلان البوسنة والهرسك استقلالها عن جمهورية يوغوسلافيا الاشتراكية الاتحادية. في أبريل 1992 اتخذت قوات صرب البوسنة والهرسك التي تمثل جمهورية صرب البوسنة وجيش يوغوسلافيا الشعبي مواقع في المناطق المحيطة بالعاصمة البوسنية سراييفو وبدأت حصارا استمر لمدة أربع سنوات. وتميز الحصار بإطلاق نيران القناصة والقصف على مباني المدينة وبنيتها التحتية وعلى السكان المدنيين في المدينة. وأظهرت التقارير أنه بين بداية الحصار ونوفمبر 1992 قُتل ما معدله ثمانية أشخاص وجرح 44 في سراييفو يوميا.

### الضرب بمدافع الهاون على السوق (يوليو 1993)
في 30 يوليو 1993 أصابت قذيفة هاون أطلقتها قوات صرب البوسنة والهرسك أحد أحياء سراييفو مما أدى إلى إصابة الطفلة إيرما حاجي مرادوفيتش البالغة من العمر خمس سنوات وقتلت العديد من الأشخاص الآخرين بمن فيهم والدتها. لم يتمكن مستشفى كوشيفو الممتلء على آخره في سراييفو من توفير العلاج المناسب للإصابات التي تلقتها إيرما في عمودها الفقري ورأسها وبطنها. ونتيجة لذلك أصيبت بالتهاب السحايا الجرثومي. حاول إيدو ياغانياتش الجراح الذي يعالج حاجي مرادوفيتش دون جدوى إجلائها على متن رحلة إغاثة تابعة للأمم المتحدة. ثم لجأ إلى توزيع صورتها على الصحفيين الأجانب في سراييفو. التقط العديد قصة إيرما مما أعطاها تغطية واسعة في الصحافة الدولية (وخاصة البريطانية). في مساء يوم 8 أغسطس نشرت بي بي سي نيوز تغطية لإصابات إيرما. في 9 أغسطس تدخل رئيس الوزراء البريطاني جون ميجر شخصيا وأرسل سلاح الجو الملكي البريطاني لوكهيد سي-130 هيركوليز لنقل إيرما إلى مستشفى جريت أورموند ستريت في لندن.

### بدء عملية إيرما
في الأيام والأشهر التالية تم إجلاء عشرات البوسنيين الآخرين بموجب برنامج أطلق عليه الإعلام البريطاني اسم «عملية إيرما». خلال الأسبوع الذي بدأ في 9 أغسطس تم إخراج 41 شخصا من سراييفو. وورد فيما بعد أنه تم إجلاء المئات في نهاية المطاف بموجب البرنامج. نظمت دول أخرى بما في ذلك السويد وإيرلندا المزيد من عمليات النقل الجوي كما قدمت جمهورية التشيك وفنلندا وفرنسا وإيطاليا والنرويج وبولندا أسرة المستشفيات.

## رد الفعل والنقد
على الرغم من أن عملية إيرما قد تم الإعلان عنها على نطاق واسع وتم الإبلاغ عنها في سبتمبر 1993 بجمع مليون جنيه إسترليني من التبرعات لإجلاء الجرحى من سراييفو إلا أنها جذبت عددا من الانتقادات. تناول هذا النطاق المحدود للعملية ودوافع الصحافة البريطانية والحكومات الأجنبية في إطلاق الجسور الجوية وتكريس الموارد للإخلاء بدلا من توفير الدعم المادي للخدمات الطبية المحلية والقضية الأوسع لاستجابة المملكة المتحدة للحرب في البوسنة والهرسك.

### انتقادات على نطاق واسع
ركز بعض النقاد على الأعداد القليلة للأشخاص الذين تم إجلاؤهم من خلال العملية. خلال شهر أغسطس 1993 قتلت أعمال العنف في البوسنة والهرسك ما معدله ثلاثة أطفال كل يوم وأصيب آلاف آخرون أو أصبحوا بلا مأوى. بين بداية الحصار في 5 أبريل 1992 وأولى عمليات النقل الجوي في إطار عملية إيرما وافق المفوض السامي للأمم المتحدة لشؤون اللاجئين على إجلاء 200 مريض فقط من بين 50 ألف مصاب في حالة خطيرة في سراييفو. The British press storm had prompted offers of 1250 hospital beds in 17 countries by August 15; دفعت عاصفة الصحافة البريطانية إلى تقديم 1250 سريرا في المستشفيات في 17 دولة بحلول 15 أغسطس وعلى الرغم من الزيادة الهائلة في عروض المساعدة السابقة إلا أن العدد الإجمالي تضاءل أمام 39000 طفل يحتاجون إلى العلاج في المستشفيات في جميع أنحاء البوسنة والهرسك.

### حجة «السوبر ماركت»
بالإضافة إلى حجم الاستجابة تساءل النقاد عن المعايير التي تم على أساسها اختيار المرضى للإخلاء. في البداية تعرضت المملكة المتحدة للطعن في قرارها إدراج الأطفال فقط في وسائل النقل بينما ظل عشرات الآلاف من البالغين مصابين في المدينة. علقت سيلفانا فوا المتحدثة باسم المفوضية السامية للأمم المتحدة لشؤون اللاجئين بأنه لا ينبغي اعتبار سراييفو «سوبر ماركت» للاجئين المحتملين متسائلة «هل هذا يعني أن بريطانيا تريد فقط مساعدة الأطفال؟ ربما تريد فقط الأطفال دون سن السادسة أو الأطفال الشقر أو أطفال ذوو عيون زرقاء؟» قال باتريك بيلود رئيس لجنة الإجلاء الطبي التابعة للأمم المتحدة إن المملكة المتحدة عالجت أطفال البوسنة والهرسك «مثل الحيوانات في حديقة الحيوانات» وكانت تحاول انتقاء واختيار الأشخاص الذين تم إجلاؤهم بما يتناسب مع أجندة العلاقات العامة. عندما راجعت الحكومة نهجها وضمت بالغين في رحلات جوية خارج المدينة تم تقديم مزاعم بأن المقاتلين الجرحى كانوا من بين أولئك الذين نُقلوا إلى المملكة المتحدة والسويد وإيطاليا وأن المرضى دفعوا رشاوى ليتم تضمينهم في وسائل النقل.
ورد وزير الخارجية البريطاني دوغلاس هيرد في 9 أغسطس بأنه على الرغم من أن العملية ستخلي عددا قليلا نسبيا من جرحى المدينة إلا أنها لا تزال مفيدة: «نظرا لأنك لا تستطيع مساعدة الجميع فهذا لا يعني أنه لا ينبغي عليك مساعدة أحد». كما اعترفت سيلفانا فوا لاحقا أنه بعد شهور من اللامبالاة الأوروبية الغربية تجاه الحرب في يوغوسلافيا السابقة كان التعاطف العام الجديد المستوحى من قضية إيرما «مثل النهار بعد الليل».

### انتقادات للحكومة البريطانية والصحافة
إلى جانب هذه الأسئلة المتعلقة بالمقياس والاختيار تم تحدي دوافع كل من الصحافة البريطانية والحكومة في الإعلان عن قضية حاجي مرادوفيتش ثم إطلاق عملية إيرما. انتقد بعض النقاد شدة التغطية المفاجئة المخصصة لضحية واحدة مما كان بالفعل حصارا طويل الأمد ووصفوها بأنها منافقة. في ديسمبر 1993 تلقى برنامج إخلاء سراييفو آخر «عملية الملاك» تغطية صحفية قليلة في المملكة المتحدة واقترحت صحيفة فاينانشال تايمز أن قصص الاهتمام البشري هذه استحوذت على الخيال الشعبي فقط خلال «موسم الصيف السخيف» للصحافة البريطانية عندما كان البرلمان في عطلة. قالت سوزان دوغلاس في عدد أكتوبر 1993 من المجلة الأمريكية ذا بروغريسف إن الصحف البريطانية انغمست في «منافسة مروعة للتغلب على حالة إيرما واستخدام إجلائها للتخلص من شعور البريطانيين بالذنب بشأن الوقوف بعيدا عن المذبحة في البوسنة والهرسك».
تم تصوير الحكومة البريطانية على نطاق واسع على أنها أطلقت عملية إيرما كرد مباشر على مستوى اهتمام الصحافة. قال عمال الإنقاذ أنفسهم مازحين أن «عملية إرما» كانت اختصارا لـ «الاستجابة الفورية لاهتمام وسائل الإعلام». أشارت إحدى منشورات مجلس أوروبا لاحقا إلى أن الحكومات الأوروبية قد تعرضت لانتقادات لاعتبار هذه التدريبات على أنها «تتعلق بعملية سياسية وإعلامية أكثر منها بالإغاثة الإنسانية». كما تلقت البعثة بعض الانتقادات في الداخل الصحافة: وصف مارك لوسون في صحيفة الإندبندنت جهود رئيس الوزراء ميجر بالمهمة بأنها «فشل... في إسكات القناصين المعادين» على أساس سوء فهم التردد الشعبي بشأن البوسنة والهرسك والفشل في إدارة شكوك الصحافة المحلية.
وفي الوقت نفسه في يوغوسلافيا السابقة اعتبرت عملية إيرما دليلا على أن الحكومة البريطانية قد انحازت إلى جانب في الصراع وفضلت المسلمين البوسنيين على الكروات أو الصرب.

### إخلاء أم علاج موضعي؟
انتقد بعض عمال الإغاثة التابعين للأمم المتحدة على الفور العملية بحجة أن الأطفال المرضى للغاية لا يخدمون بشكل جيد من خلال البرامج التي أجبرتهم على السفر مئات الأميال. وجادلوا أيضا بأنه بتكاليف تبلغ حوالي 100000 جنيه إسترليني لكل طفل تم إجلاؤه كان البرنامج يلتهم الأموال التي كان من الممكن استخدامها لتحسين المرافق والعلاج المحلي. قال رئيس قسم الجراحة التجميلية في مستشفى كوسيفو: «سيكون أفضل بكثير إذا أرسلت الأدوات للقيام بوظائفنا بشكل صحيح بدلا من أن تقدم عرضا كبيرا لبعض عمليات الإجلاء الرمزية». كتبت إدارة التنمية الخارجية (التي سبقت وزارة التنمية الدولية) في نوفمبر 1993 إلى المجلة الطبية البريطانية:

## فيما بعد

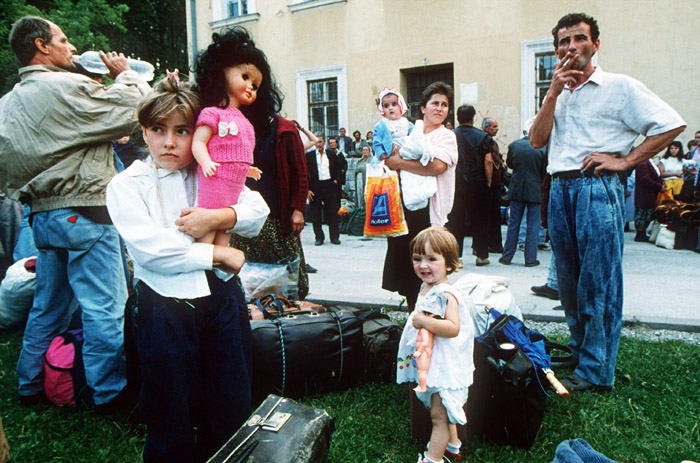
لاجئون بوسنيون تم تصويرهم عام 1993.

تم الاستشهاد بالتغطية الصحفية المحيطة بالإخلاء لاحقا كمثال على «المواد الإباحية للكوارث» في التحليلات الأكاديمية المعنية بتصوير الأطفال ضحايا العنف والكوارث بطرق تؤكد مجددا بعد هؤلاء الضحايا وذاتيتهم تجاه الغرب. في سياق مماثل قدم دومينيك ستريناتي اهتمام الصحافة بعملية إيرما كدليل على شهية شعبية للقصص الإخبارية التي تشبه بنية ونبرة الروايات الخيالية عن الحرب: «تعمل أفلام الحرب بشكل أكثر فاعلية... الخلط بسهولة بين التفاصيل السياقية للصراع والتركيز بدلا من ذلك على المشكلة» الوجودية«لتجربة بطل الرواية - مشكلة أن تكون إنسانا في ظروف غير إنسانية... التقارير الإخبارية - في هذه الحالة من البلقان - يجب أن تنافس حتى على المستوى من الفهم الأساسي لهذه الطريقة الراسخة بالفعل في فهم الأشياء... قد لا يكون مفاجئا بالتالي أن تكون إحدى» القصص«الإخبارية التي لا تنسى والتي خرجت من البوسنة والهرسك هي قصة إيرما وهي طفلة تم إنقاذها». كما تم تصوير العملية على أنها ممثلة لاتجاه حيث يؤدي رد الفعل العام على التغطية الإعلامية للكوارث إلى تشكيل استجابة رسمية من الدولة حتى التعجيل بوضع سياسة حيث لا كانت موجودة من قبل. جادلت إيريكا بورمان التي قامت بتصعيد هذا الموضوع بأن إيرما حاجي مرادوفيتش أصبحت «بؤرة عاطفية» للجمهور البريطاني المستاء من موقف حكومته الغامض والحذر تجاه الصراع في البوسنة والهرسك:
يستشهد كتاب مدرسي عن العلاقات العامة بالحادثة كمثال على «لعبة مساومة» سعى فيها لاعبون مختلفون - مفوضية الأمم المتحدة السامية لشؤون اللاجئين والحكومة البريطانية والصحافة - جميعا إلى تحقيق ميزة فردية.
على الرغم من التحسن الأولي أصيبت إيرما حاجي مرادوفيتش بالشلل من الرقبة إلى أسفل وتطلبت وضعها تحت جهاز التنفس الصناعي. توفيت بسبب تسمم الدم في شارع جريت أورموند في 1 أبريل 1995 عن عمر يناهز السابعة بعد عشرين شهرا في العناية المركزة. ووصفها الطبيب الشرعي في تقريره بأنها «ضحية حرب».